# Васитский университет
Васитский университет (араб. جامعة واسط‎, Jāmiʿāt Wasit) — высшее учебное заведение в городе Эль-Кут провинции Васит в Ираке.

## История
Васитский университет был основан в 2003 году и объединил три факультета Университета Аль-Кадисияха (University of Al-Qadisiyah): 
- Педагогический, основанный в 1996,
- Экономики и управление, основан в 2000,
- Научный колледж, созданный в 2001 с отделениями биологических и физических наук.[1].

В 2005 в состав университета вошли следующие организации:
- Колледж искусств,
- Медицинский колледж,
- Инженерный колледж,
- Правовой колледж.

Новые департаменты:
- Физкультура,
- Исследования Востока в колледже Искусств и химическое отделение научного колледжа.
- Общественная центральная библиотека,
- Культурный центр для женщин,
- Технический колледж,
- Центр дизайна.

Новые факультеты:
- Общеобразовательный,
- Аграрный.

## Факультеты
Университет по-прежнему базируется на трех факультетах Университета Аль-Кадисияха и поддерживает единое административное и научное управление. На основе такого сотрудничества функционируют следующие организации и факультеты Васитского университета:
- общеобразовательный факультет, 1996,
- менеджмент и экономика, 2000,
- научный факультет, 2001,
- колледж искусств, 2005,
- медицинский колледж, 2005,
- инженерный колледж, 2005,
- правовой колледж, 2005,
- аграрный факультет,
- базовое образование,
- физкультура, 2010,
- ветеринарная школа.